# (278) Паулина
(278) Паулина (лат. Paulina) — небольшой астероид главного пояса, который был открыт 16 мая 1888 года австрийским астрономом Иоганном Пализой в венской обсерватории. Происхождение названия астероида неизвестно.

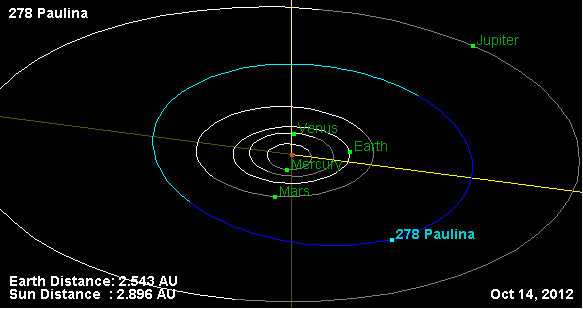
Орбита астероида Паулина и его положение в Солнечной системе